# John Kronmiller

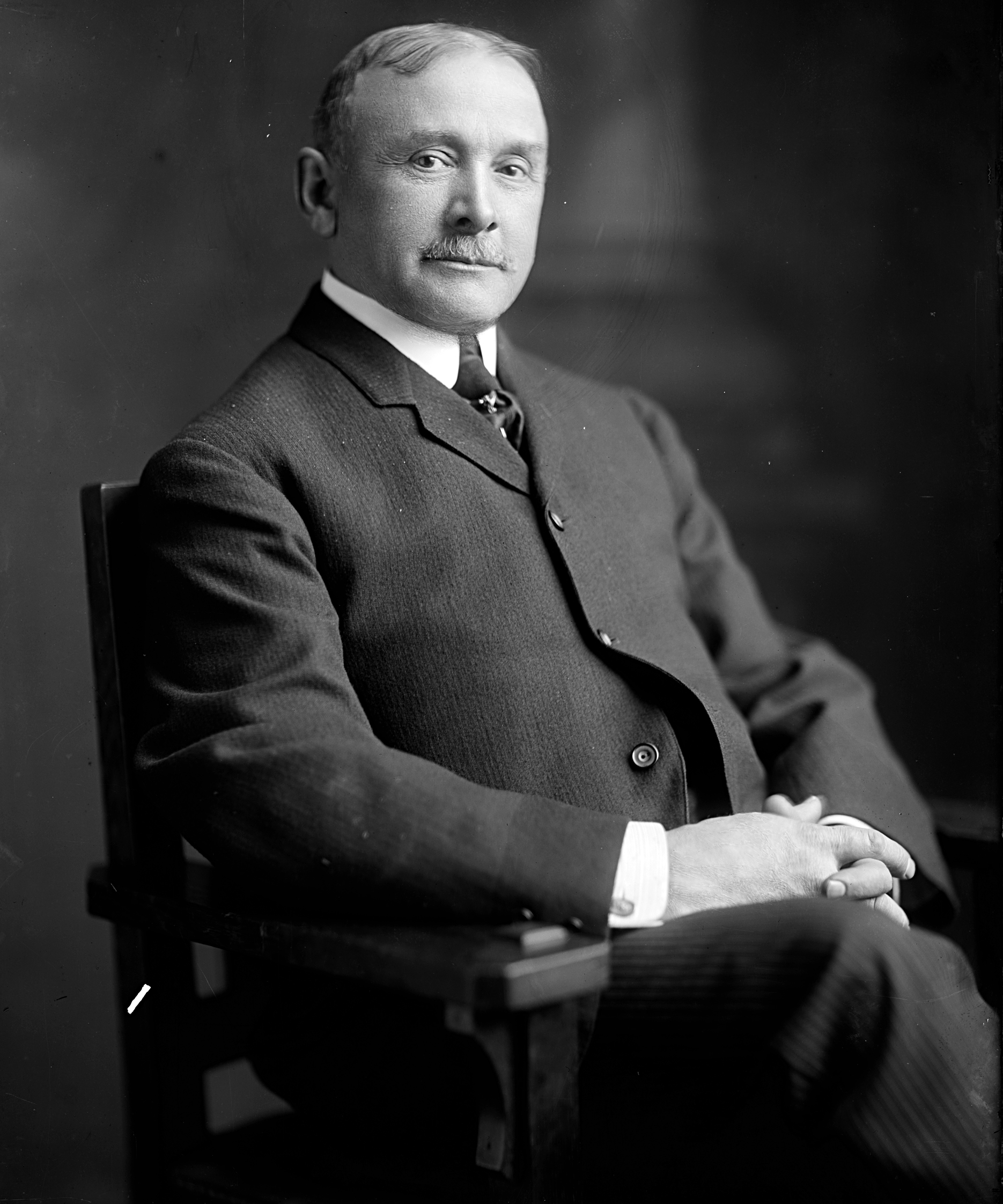
John Kronmiller

John Kronmiller (* 6. Dezember 1858 in Baltimore, Maryland; † 19. Juni 1928 ebenda) war ein US-amerikanischer Politiker. Zwischen 1909 und 1911 vertrat er den Bundesstaat Maryland im US-Repräsentantenhaus.

## Werdegang
John Kronmiller besuchte sowohl öffentliche als auch private Schulen und wurde danach im Handel tätig. Außerdem stellte er Elfenbeinwaren her. Gleichzeitig schlug er als Mitglied der Republikanischen Partei eine politische Laufbahn ein. Zwischen 1905 und 1907 saß er im Stadtrat von Baltimore. Bei den Kongresswahlen des Jahres 1908 wurde er im dritten Wahlbezirk von Maryland in das US-Repräsentantenhaus in Washington, D.C. gewählt, wo er am 4. März 1909 die Nachfolge von Harry Benjamin Wolf antrat. Da er im Jahr 1910 auf eine erneute Kandidatur verzichtete, konnte er bis zum 3. März 1911 nur eine Legislaturperiode im Kongress absolvieren.
Von 1908 bis 1910 gehörte er dem Besucherausschuss der Strafanstalt von Baltimore an; in den Jahren 1913 und 1914 war er Direktor des Maryland General Hospital. Danach war er von 1914 bis 1916 Mitglied im Wahlausschuss der Stadt Baltimore. Ansonsten nahm er seine früheren Tätigkeiten wieder auf. John Kronmiller starb am 19. Juni 1928 in Baltimore, wo er auch beigesetzt wurde.